# Neoplocaederus conradti
Neoplocaederus conradti là một loài bọ cánh cứng trong họ Cerambycidae.